# Sajjad Anoushiravani
Sajjad Anoushiravani Hamlabad lyssna (fil); (persiska: سجاد انوشیروانی حمل‌آباد), född 12 maj 1984 i Ardabil i Iran är en iransk före detta tyngdlyftare. Han blev i mars 2023 vald till ordförande för det iranska tyngdlyftningsförbundet.
Anoushiravani vann en silvermedalj vid olympiska sommarspelen 2012 och en silvermedalj vid världsmästerskapen 2011. Han var huvudtränare för de iranska tyngdlyftarna under sommarspelen 2016 i Rio de Janeiro.